# ماريون إس. كيلوغ
ماريون إس. كيلوغ (بالإنجليزية: Marion S. Kellogg)‏ هي مؤلفة وكاتِبة أمريكية، ولدت في 15 يونيو 1920 في روتشستر في الولايات المتحدة، وتوفيت في 14 أغسطس 2004 في نيويورك في الولايات المتحدة.